# Braunauski dnevi sodobne zgodovine
Braunauski dnevi sodobne zgodovine (Braunauer Zeitgeschichte-Tage)

Braunauske dneve sodobne zgodovine organizira vsako leto, od leta 1992 naprej, društvo za sodobno zgodovino. Ti dnevi  v Braunau pri reki Inn, vsebujejo številčna zborovanja in predavanja o aktualnih temah. Znanstveni vodja je Andreas Maislinger.
Po zborovanjih o prihodnjih časih, uporih pri diktaturah in drugimi splošnimi temami sodobne zgodovine, poskuša društvo sodobne zgodovine posebno poudariti od leta 2004 naprej, skupno sodelovanje z Innsko četrtjo in Bavarskim.
Leta 2004 je bilo težišče na »majhnem mejnem prometu« pri Salzach in Innu v letih 1933 do 1938,  »veliki politiki« kakor tudi na razliki in enakosti dveh različnih političnih sistemov.
Od 23. – 25. septembra 2005 so analizirali zgodovinska ozadja za »Braunauski parlament« leta 1705, kateri je združil za kratek čas plemstvo, duhovščino, meščanstvo in kmete pod geslom »Raje bavarsko umreti kakor avstrijsko pokvariti«.
Leta 2006 je stal v središču Johann Philipp Palm: Nürnberški prodajalec knjig je bil 26. augusta 1806 na ukaz Napoleona I. ustreljen v Braunau.

2007 se je spominjalo Egona Ranshofen-Wertheimerja. Leta 1894 rojen v Ranshofnu, 1957 umrl v New Yorku, je bil pomemben državni znanstvenik in diplomat v službi zveze narodov in UNO. Kljub svojim s svojim zavzemanjem za Avstrijo je prišel večinoma v pozabo. Med zborovanjem je bila predana nagrada Egona Ranshofen-Wertheimerja družini Trapp. Laudacijo je prevzel poslanec Emil Brix.
2008 se bodo ti dnevi 17. Braunauske zgodovine ukvarjali zaradi nogometnega evropskega prvenstva v Avstriji in Švici, predvsem s fascinacijo nogomet.

## Teme
- 1992– „Nezaželeni dediči“: Bautzen, Braunau pri Inn, Dachau, Ebensee,Gori, Gurs, Hartheim,Kielce,Mauthausen,Offenhausen, Oswiecim, Predappio, Redl-Zipf, Theresienstadt, Vichy, Weimar, Wunsiedel
- 1993– „Prepovedano ravnanje“: Ujetniki vojne in inozemski delavci
- 1994 – „Prestavljene meje“ : Povezujoče in ločujoče
- 1995 – „Potrebno izdajstvo“: Primer Franz Jägerstätter
- 1996 – „Prijateljski prijatelji“: Nemčija in nemška Avstrija
- 1997 – „Go West“: Fascinacija Amerika po letu 1945
- 1998 – „Obremenjena imena“: Imena in politika
- 1999 – „Potrebna srečanja“: Albanci, Bosanci, Hrvati, Romi, Srbi
- 2000 – „Ločene poti“: Nemci, Judje, Avstrijci, Čehi
- 2001 – „Spačeno zaznavanje“: Slika in resnica Romov und Sintov
- 2002 – „Malo pravičnih?“: Upori in civilni pogum v diktaturi
- 2003 – „Paralelna življenja“: Braunau pri Inn, Broumov, Lavarone
- 2004 – „Majhen mejni promet“: 1933 do 1938 pri Salzach in Inn
- 2005 – „Braunauski parlament“: Plemstvo, klerus, meščanstvo, kmetje leta 1705
- 2006 – „Neprostovolen heroj“: Johann Philipp Palm
- 2007 – „Peacemakers Manual“: Dr. Egon Ranshofen-Wertheimer
- 2008 - »Fascinacija nogomet«

## Weblinks
- Braunauski dnevi sodobne zgodovine Arhivirano 2015-10-22 na Wayback Machine.
- Referati in pogovorne osebe Arhivirano 2008-05-07 na Wayback Machine.